# Cumberland City
Cumberland City é uma cidade  localizada no estado norte-americano de Tennessee, no Condado de Stewart.

## Demografia
Segundo o censo norte-americano de 2000, a sua população era de 316 habitantes.
Em 2006, foi estimada uma população de 321, um aumento de 5 (1.6%).

## Geografia
De acordo com o United States Census Bureau tem uma área de
13,7 km², dos quais 12,5 km² cobertos por terra e 1,2 km² cobertos por água. Cumberland City localiza-se a aproximadamente 117 m acima do nível do mar.

## Localidades na vizinhança
O diagrama seguinte representa as localidades num raio de 24 km ao redor de Cumberland City.